# Consubstancialidad
Consubstancialidad es un término usado en la cristología cristiana latina, acuñado por Tertuliano en Adversus Hermogenem 44 para traducir el término griego homousios (ὁμοούσιος homoúsios ‘de la misma esencia’). Denota identidad de sustancia o esencia a pesar de la diferencia en aspecto.
Aparece más comúnmente en su forma adjetival, «consubstancial», del latín «consubstantialis», y su uso más conocido es en relación con una explicación, en teología cristiana, de la relación entre Jesucristo y Dios Padre.
Consubstancialidad describe la relación entre los entes Divinos y el concepto de la Trinidad Cristiana y connota que Dios Padre, Dios Hijo y Dios el Espíritu Santo son un solo ser en el que el Hijo es generado (nacido) antes de todos los tiempos o eternamente del propio ser del Padre, del que el Espíritu procede también eternamente.

## Uso teológico
La afirmación de que Jesucristo es «consustancial con el Padre» aparece en el Credo Niceno. El griego era el idioma en el que se enunció originalmente el Credo Niceno. La palabra utilizada era ὁμοούσιος (homousios) y significa «de la misma sustancia». Esto puede contrastarse con el término ὁμοιούσιος (homoiousios), que significa «de sustancia similar» y, por lo tanto, no «de la misma sustancia», como se propuso, por ejemplo, en un concilio eclesiástico posterior (el Concilio de Seleucia sobre la controversia arriana) en el año 359.
Dado que el latín carece de un participio de presente activo para el verbo "ser", Tertuliano y otros autores latinos tradujeron el nombre griego "ousia"" (ser) como "substantia", y el adjetivo griego "homoousios" (del mismo ser) como "consubstantialis". A pesar de que las palabras griegas, que están relacionadas etimológicamente con el verbo griego "ser" y connotan el carácter inherente personal de cada uno, "substantia," connota tanto sustancia como ser. 
El término οὐσία (ousia) es un sustantivo del griego antiguo formado a partir del femenino del participio presente del verbo εἰμί, eimí, que significa «ser, yo soy», muy similar gramaticalmente al sustantivo inglés «being». No existía una formación gramatical equivalente en latín, y se tradujo como essentia o substantia y luego indirectamente al inglés como «essence» o «substance». Cicerón acuñó essentia y el filósofo Séneca y el retórico Quintiliano lo utilizaron como equivalente de οὐσία, mientras que Apuleyo tradujo οὐσία tanto como essentia como substantia. Para designar οὐσία, el teólogo cristiano primitivo Tertuliano prefirió el uso de substantia en lugar de essentia, mientras que Agustín de Hipona y Boecio adoptaron la postura contraria, prefiriendo el uso de essentia como designación para οὐσία.
La palabra «consubstancial» fue utilizada por el Concilio de Calcedonia (451) para declarar que Cristo es «consubstancial con el Padre en lo que se refiere a la divinidad, y consubstancial con nosotros en lo que se refiere a la humanidad».
En la teología cristiana contemporánea, el Espíritu Santo también se describe como consustancial con Padre y Hijo.
El término se usa también para describir el carácter humano común que es compartido por todas las personas humanas. Así, de Cristo se dice que es consubstancial con el Padre en su divinidad y consubstancial con nosotros en su humanidad.

## Traducciones alternativas del término del Credo Niceno
En el Libro de Oración Común de 1662 de la Iglesia de Inglaterra, el adjetivo «consustancial» del Credo Niceno se traduce por la frase «siendo de una sola sustancia». La misma frase ya aparecía en el Libro de Oración Común (1549) y sigue utilizándose, dentro de la «Orden Dos», en Culto Común, que dentro de la «Orden Uno» ofrece la versión ecuménica de la Consulta Litúrgica en Lengua Inglesa, «de un solo Ser».